# De frie evangeliske forsamlinger
De frie evangeliske forsamlinger (DFEF), tidigare kallade De frie venner, är en norsk väckelserörelse bestående av ett sextiotal självständiga församlingar, främst i södra Norge och i Finnmarken. Uppskattningsvis har de lokala församlingarna, sammanlagt 8 000-10 000 medlemmar.

## Historia
De Frie Evangeliske Forsamlinger räknar sin historia tillbaka till 1891 och predikanten Erik A Nordquelles verksamhet. Från 1907 hade man i cirka 25 års tid en församling i Göteborg i Sverige. Man samlades i Torghallen och senare på Kungsgatan 22.

## Mission
De Frie Evangeliske Forsamlinger har den mest omfattande missionsverksamheten av alla norska kyrkor och trossamfund, i förhållande till antalet medlemmar. Ett femtiotal missionärer underhålls av de lokala församlingarna. Redan 1910 skickades de första missionärerna ut till Indien och Argentina.

## Lära
Rörelsen står teologiskt sett pingströrelsen nära. I likhet med denna förkunnar och praktiserar man troendedop genom nedsänkning och andedop, åtföljt av tungotal. Man har dock varit ovilliga att ha någon formell organisation, man har t.ex. inga medlemsregister och ingen nationell kyrkoledning.
De Frie har också valt att inte officiellt registrera sig som trossamfund och har därför ingen vigselrätt.

## Diakoni
Den kvinnliga evangelisten Dorothea Klem startade det kristna äldreboendet Solbrått aldershjem i Børselv i Finnmark. 